# Dichotomius nimuendaju
Dichotomius nimuendaju är en skalbaggsart som beskrevs av Luederwaldt 1925. Dichotomius nimuendaju ingår i släktet Dichotomius och familjen bladhorningar. Inga underarter finns listade i Catalogue of Life.